# Wattman (stripverhaal)
Wattman is het zeventigste stripverhaal uit de reeks van Suske en Wiske. Het is geschreven en ook nog deels getekend door Willy Vandersteen. 
Het werd gepubliceerd in De Standaard en Het Nieuwsblad van 12 november 1966 tot en met 23 maart 1967. De eerste albumuitgave in de – destijds net van start gegane – Vierkleurenreeks was in juni 1967, met nummer 71.

## Locaties
- België, domein van Sir Oldays, bos, het Eksterbos, de Oude Poort, paleis en tuinen van Versale,[1] slagveld

## Personages
- Suske, Wiske met Schanulleke, tante Sidonia, Lambik, Jerom, professor Barabas, taxichauffeur, directeur en medewerkers trammaatschappij, boswachter, Sir Oldays en zijn dochter, dronkaard, kraanmachinist, butler James, chauffeur Carson, Wattman,[2] Ratwa en Pakmor (boeven), meesteres en koning Lowie Katorze (de Zonnekoning), G. Angstère en zijn bende, generaal Sanservo en het leger, generaal Krachtlust en zijn leger, Johan (De Rode Ridder) en hulp, holbewoners, prinses en prins, Zwartbaard, prinses en draak, vriendinnen prinses, de bende van G. Angtére

## Uitvindingen
- de teletijdmachine

## Het verhaal
Tijdens een boswandeling stuiten Suske, Wiske en Lambik op een oude groene tram, die nog blijkt te kunnen rijden. Bij de trammaatschappij vertelt men aan Lambik dat deze tram, tram 7, jaren geleden werd afgeschaft en vervangen door een nieuwe. De bestuurder van tram 7, Wattman, weigerde echter afstand te doen van zijn tram en verdween daarop spoorloos; naar verluidt zou hij inmiddels zijn gestorven. Juist diezelfde morgen is er bij de maatschappij een bericht binnengekomen dat Wattman weer zal rijden. Iemand belt naar het kantoor met dezelfde woorden. 
Die avond zien Sidonia, Suske en Wiske tram 7 door de stad rijden. De kinderen springen aan boord. Een butler genaamd James waarschuwt zijn baas, de miljardair en voertuigenverzamelaar Sir Oldays, als hij de tram langs ziet komen. Oldays gaat met Carson op pad. De tram kan ontsnappen en gaat naar het bos. Wattman vertelt dat hij nog 7 ritten moet maken voor hij met pensioen kan. Niemand anders durft in te stappen bij de gemaskerde bestuurder en de vrienden beloven daarom als passagiers mee te gaan. Sir Oldays is een verzamelaar en wil de tram kopen, maar Wattman weigert dit pertinent. Oldays en diens handlangers gaan op de vuist met Wattman, maar Lambik komt tussenbeide. 
Sir Oldays stelt nu voor om een wedstrijd te houden, waarbij hij zelf in een van zijn oldtimers zal rijden. Als Wattman wint, krijgt hij twee miljoen. Wint Oldays daarentegen, dan is Wattman zijn tram kwijt. Wattman wil zijn trammetje opknappen en gaat akkoord met de weddenschap. 
De volgende dag vertrekken ze vanuit het Eksterbos en rijden 50 kilometer naar de Oude Poort. Lambik is conducteur in Wattmans tram, Jerom is controleur. Oldays rijdt zo onbesuisd dat een andere wagen te water raakt. Wattman springt deze auto achterna. Jerom redt Wattman en de bestuurster van de te water geraakte auto, en tante Sidonia brengt deze vrouw naar huis. De race gaat verder, maar als de tram bij de Oude Poort aankomt blijkt de wagen van Oldays daar al te staan. Wattman neemt emotioneel afscheid van zijn tram en wordt meegenomen door tante Sidonia. Oldays vertrekt met de tram en zijn eigen oldtimer. 
Wiske vermoedt echter dat Oldays de boel bedriegt. Ze gaat met Suske, die zich als Wattman vermomt, naar het domein van Oldays. Ze komen in een ruimte met veel oude auto’s en vinden in een geheime ruimte de tram en twee identieke wagens. Het vermoeden was dus juist. Suske wordt ontdekt, maar Wiske komt hem te hulp als Wattmadammeke. Oldays neemt beide kinderen onder schot, maar dan komt zijn dochter binnen en vertelt dat ze door de vrienden is gered. Het blijkt dus dat Oldays eigen dochter door zijn schuld bijna was verdronken; Oldays heeft nu veel spijt en geeft de tram terug, samen met de cheque die was beloofd. 
Op de terugweg zien de kinderen een silhouet van Wattman in de koplampen van een passerende wagen. De directeur van de trammaatschappij belt op: Wattman is blijkbaar toch al overleden, hij heeft de papieren. Als de directeur naar huis loopt met die papieren wordt hij plots aangesproken door Wattman, die de overlijdensakte graag wil hebben. De directeur schrikt natuurlijk hevig, maar overhandigt uiteindelijk toch de papieren. In totale verwarring blijft hij achter, terwijl Wattman tevreden wegloopt. De directeur belt in paniek de vrienden opnieuw, maar ze geloven zijn verhaal niet en vinden Wattman gewoon in bed. De ritten gaan door en het is gezellig in de tram, maar Ratwa en Pakmor volgen de bewegingen en zien dat de politie de tram vertrouwt. De laatste rit begint, tante Sidonia heeft de overlijdensakte van Wattman gevonden, maar de tram vertrekt zonder haar. De boeven overvallen de bank en springen aan boord van de tram, ze bedreigen de kinderen. De tram wordt zonder probleem door een politiecontrole gelaten en Lambik rijdt stiekem naar professor Barabas. Per ongeluk rijdt de tram in de teletijdmachine en ze worden naar de oertijd geflitst, 70 miljoen jaar geleden. Jerom kan een dinosaurus verslaan en de professor repareert de teletijdmachine. Een holbewoner tekent een tram op een rots en de vrienden horen dat er veel oorlog wordt gevoerd. De holbewoners verwachten echter dat dit in de tijd van de vrienden niet langer zo is.
De tram komt in de middeleeuwen terecht en ze horen dat er veel belastingen worden geheven. Jerom verslaat een ridder, maar ontdekt dat de prinses juist verliefd was op deze man. De vader van de prinses, Zwartbaard, wil een duel en de tram wint. Jerom overmeestert de boeven dan en ze ontmoeten De Rode Ridder en Johan. Jerom redt dan een prinses van een draak, maar ontdekt dat deze was ingehuurd en hij moet nu trouwen met de vrouw. De tram belandt dan in de zeventiende eeuw en de bende van G. Angstére heeft een bank overvallen, Jerom redt de meesteres en ze worden naar haar kasteel in Versale gebracht. De vrienden ontmoeten koning Lowie Katorze en de boeven worden opgesloten. Ze kunnen ontsnappen en Suske en Wiske zien hen in de tuinen van Versale en springen ook in de tram. De wachters pakken hen en ze moeten in het leger dienen, generaal Sanservo stuurt zijn manschappen het slagveld op. De vrienden zien de infanterie ten aanval trekken en generaal Krachtlust laat zijn mannen weerstand bieden. De boeven zijn doodsbang geworden en schuilen in een hoeve, maar generaal Sanservo wil deze opblazen en de genie heeft al een tunnel gegraven. Suske en Wiske dwingen de boeven weg te gaan uit de hoeve en redden daarmee hun leven. Daarop hebben ze spijt van hun slechte daden. Ze vertellen waar het geld in de tram is verborgen, maar de gangsterbende hoort dit en wil het geld. De tram kan ontsnappen en Jerom kan de gangsters verslaan, de Zonnekoning wil een ritje maken en Wattman stelt voor het leger (dat 60% van de schatkist gebruikt) af te schaffen en vrede te sluiten met andere landen. Het geld kan dan worden gebruikt voor de politie, zodat de roversbendes worden aangepakt. De koning is enthousiast. Als de generaals horen van de plannen plegen ze een aanslag op de tram, maar deze wordt net op dat moment naar de 20e eeuw teruggeflitst. 
Wattman gaat in alle stilte weg. Suske en Wiske vinden even later in het bos een grafsteen met daarop Wattmans naam. Dan zien ze Wattman en zijn tram in de lucht zweven. Wattman brengt Suske en Wiske een laatste afscheidsgroet ("Waar ik nu heen ga, kunnen jullie me nog niet volgen") voordat hij samen met zijn tram in de wolken verdwijnt.

## Achtergronden
- Het verhaal is sterk geïnspireerd op de in die tijd populaire superheld Batman en de televisieserie uit 1966. Daarom draagt hij ook een zwart masker. Op de voorplaat en ook in het verhaal is ook een persiflage op het bekende Batman-logo te zien. Wattman is tegelijk een oud Vlaams woord voor een bestuurder van een elektrische tram (naar James Watt), waarmee het dus een dubbele woordspeling is.
- Tijdens het avontuur ontmoeten de vrienden onder andere Johan, de Rode Ridder, een andere bekende stripfiguur uit de koker van Vandersteen.[5]
- Ratwa is een woordspeling op "rat wat", en Pakmor op "pak maar". Dit zijn allebei verwijzingen naar stelen.
- Sir Oldays' naam is een woordspeling op  "old days", wellicht een verwijzing naar de oude wagens (oldtimers) waarin hij zich verplaatst.
- Een dronken man waggelt op zeker moment de straat over met de woorden: "We shall... hik... oversteek!" Dit is een verwijzing naar het lied We shall overcome, dat toen dit album verscheen in de hitparade stond als cover van Joan Baez. Toevallig is dat ook het lied dat Sidonia, verkleed als Provo, ten gehore brengt in het vorige avontuur, De poenschepper.
- De bende van G. Angstère is een woordspeling op gangster.
- Op zeker moment vraagt een oermens aan Wattman uit welke eeuw hij afkomstig is. Wattman geeft het vreemde antwoord: "Heu, laten we zeggen uit de 19de eeuw." Dit album verscheen nochtans in 1966-1967, wel degelijk de 20ste eeuw. Het is echter mogelijk dat de redelijk bejaarde Wattman bedoelt dat hij in die eeuw geboren is. Een andere verklaring is dat Wattman zich schaamt voor de staat van de 20e eeuw en daarom zegt uit de 19e eeuw te komen, alvorens hij wegsnelt.
- De middeleeuwse vader, die zich opwindt over zijn zoon die zijn haar niet lang wil laten groeien, zich graag wast en goed verzorgt en zoete liedjes zingt, wordt door Jerom gesust: "Nog een paar eeuwen wachten. Wordt nog mode", Dit is een verwijzing naar de hippiebeweging. Jerom bedoelt dat de jongens dan wél lang haar dragen, zich niet gaarne wassen en provocerende muziek prefereren.
- Dit album bevat zeer cynisch en absurd commentaar op het fenomeen oorlog. Naar Vandersteens normen zijn de grappen niet zo moralistisch als in veel andere Suske en Wiske-albums, maar zelfs bijtend satirisch. Een groep holbewoners voert "oorlog voor de vrede" en neemt aan dat eeuwen later mensen wel "beschaafd zullen zijn geworden en oorlog afgeschaft zal zijn". De 17de-eeuwse veldslag wordt gevoerd alsof het een gewone vrolijke dagtaak is. Hoe harder de soldaten geraakt worden, des te harder ze lachen. De kinderen en de boeven worden op krankzinnige wijze de veldslag ingedreven: "en kom niet levend terug! Anders moogt Uw naam niet in het boek der gesneuvelden prijken!" Nog een overduidelijke keiharde verwijzing naar de waanzin van oorlogen vroeger en nu.
- In 1966 verscheen in Duitsland de film Großer Ring mit Außenschleife, met het verhaal van een ontslagen trambestuurder in Berlijn, die 's nachts zijn tram ontvoert en in de stad toevallige voorbijgangers meeneemt.
- Omdat het over afscheid van de tram nemen gaat is het mogelijk ook een verwijzing naar het deels opheffen van bovengrondse Antwerpse tramlijnen die vervangen werden door de pre-metro. Evenwel is het groene trammetje geen Antwerpse tram, en zeker niet uit die tijd. Het lijkt hooguit op een tram uit de beginperiode der NMVB. Het kan ook een verwijzing zijn naar de vele NMVB-streektramlijnen die toen verdwenen of al opgeheven waren.